# كاتيون ثنائي الهيدروجين

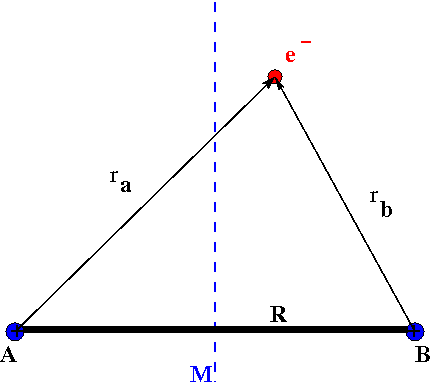

كاتيون ثنائي الهيدروجين (أو أيون الهيدروجين الجزيئي) +H2 هو كاتيون يتشكل من بروتونين اثنين مشحونين بشحنة موجبة وإلكترون واحد ذو شحنة سالبة، وهو بذلك من أبسط الأيونات الجزيئية. يتشكّل الكاتيون ثنائي الهيدروجين من تأين جزيء الهيدروجين المعتدل.
يعد هذا الكاتيون من الجزيئات المشحونة المثيرة للاهتمام بالنسبة لكيمياء الكم، خاصة أنه يحوي إلكترون وحيد، وبالتالي فإن معادلة شرودنغر لهذا النظام يمكن حلها بشكل أسهل نتيجة استبعاد التأثير المتبادل التنافري إلكترون-إلكترون. إن الحل التحليلي يتضمن تعميم لدالة لامبيرت.
إن أول نشر لحسابات الكم بالنسبة لجزيء +H2 كان من قبل الفيزيائي الدنماركي أوفيند بوراو Øyvind Burrau عام 1927  وذلك بعد سنة واحدة من نشر ميكانيكا الأمواج عبر إرفين شرودنغر. ساهم عدة علماء في محاولات سابقة باستخدام نظرية الكم القديمة لحل هذا المثال، منهم في عام 1922 كاريل نيسن  وفولفغانغ باولي  وفي عام 1925 من قبل هارولد يوري. في عام 1928 نشر لينوس باولنغ مراجعة علمية وضع فيها نتائج أبحاث بوارو بالإضافة إلى نتائج فالتر هايتلر وفريتز لندن.
إن الارتباط في +H2 يمكن وصفه كرابطة تساهمية أحادية الإلكترون، والتي لديها رتبة مقدارها النصف.
يوجد هذا الكاتيون في السحب الجزيئية في الفضاء وله دور في كيمياء الوسط بين النجمي.